# 马泉河

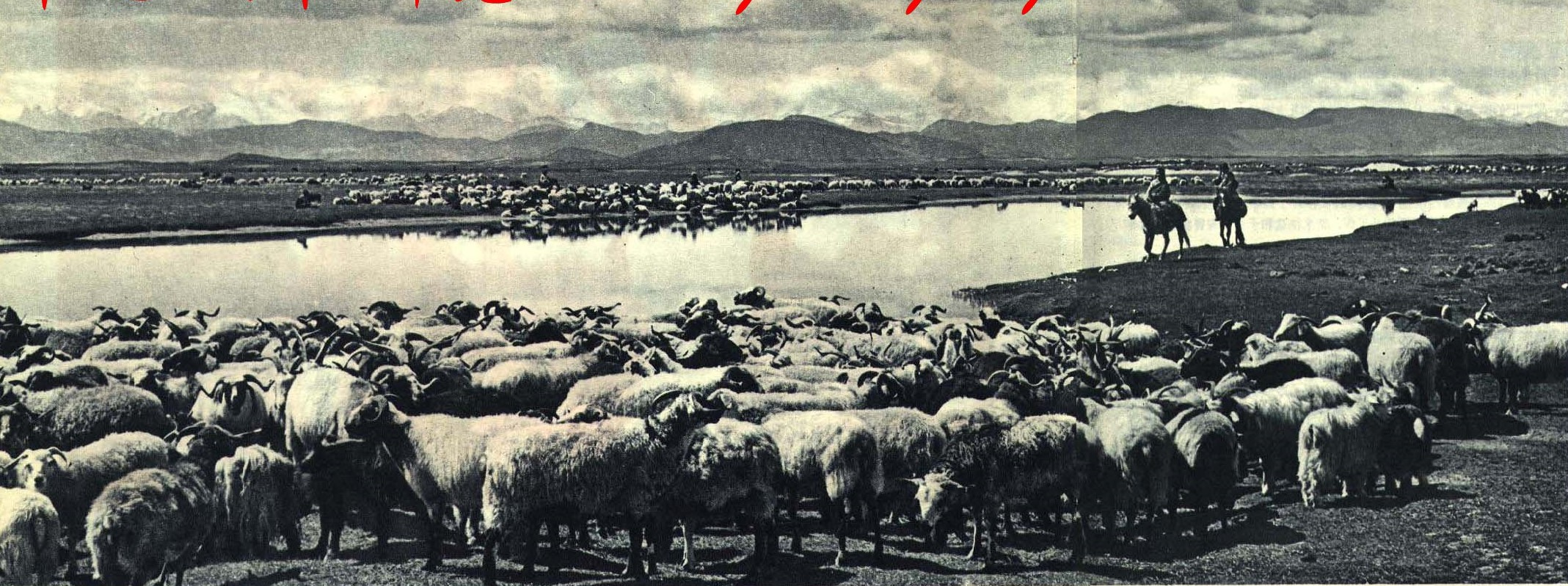
1962年西藏喜马拉雅山脉马泉河畔

马泉河（藏語：རྟ་མཆོག་གཙང་པོ／རྟ་མཆོག་ཁ་འབབ，威利转写：rta mchog gtsang po / rta mchog kha 'bab，汉语音译当却藏布、当却喀拨）是雅鲁藏布江上游、桑木张以下的河段，由杰马雍宗曲、库比藏布和马攸藏布汇聚而成。杰马雍宗曲是雅鲁藏布江的正源，发源于中、尼边境喜马拉雅山北麓的昂色洞冬冰川，其源头为位于中国西藏阿里地区普兰县的名为昂色东东的溪流，源头坐标30°22′06″N 82°03′20″E / 30.36833°N 82.05556°E，源头海拔高程5319.7米。，流经仲巴县境内时称“玛藏河”，平均海拔超过5200米。流淌在冈底斯山（北）与喜马拉雅山（南）之间，水流平缓，河谷开阔，江心湖和汊流发育。